# Google Workspace
Google Workspace (anciennement Google Apps for Your Domain puis Google Apps for Work puis G Suite) est une suite d'outils et de logiciels de productivité de type Cloud computing et de groupware destinée aux professionnels, proposée par Google sous la forme d'un abonnement.
La suite inclut les applications Web de Google les plus courantes, comme Gmail, Google Chat, Google Meet, Google Agenda, Currents (anciennement Google+), Google Drive, Google Docs, Sheets, Slides, Forms et Google Sites. Google Workspace inclut des fonctionnalités répondant aux besoins des entreprises, comme les adresses de courrier électronique personnalisées (@votre_entreprise.fr), un espace de stockage de 30 Go pour les documents et les courriels, ainsi qu'une assistance 24h/24, 7j/7 par téléphone et par messagerie électronique. Contrairement aux logiciels de productivité standard qui stockent les données sur des serveurs classiques dans les locaux des entreprises, cette solution de Cloud computing stocke les données sur le réseau de centres de données sécurisés de Google,.
Selon Google, plus de 5 millions d'entreprises dans le monde utilisent Google Workspace en 2014, parmi lesquelles figurent 60 % des entreprises Fortune 500. En 2018, Google Workspace est le second acteur de logiciels bureautique cloud, avec 19 % de parts de marché, derrière Microsoft 365, avec 65 %.

## Historique
Le 26 avril 2011, près de cinq ans après le lancement de Google Apps, Google annonce que les entreprises comptant plus de 10 utilisateurs n'ont plus le droit d'utiliser la version gratuite de Google Apps. Ils doivent désormais s'abonner à la version payante qui s'appelle Google Apps for Business. Google a également présenté un forfait modulable qui permet aux clients de payer 5 $ par utilisateur et par mois, sans engagement contractuel.
Le 28 mars 2012, Google lance Google Apps Vault, un service d'archivage et de divulgation électronique de documents optionnel réservé aux clients de Google Apps for Business.
Le 24 avril 2012, Google présente Google Drive, sa plateforme de stockage et de partage de fichiers. Chaque utilisateur de Google Apps for Business dispose d'un espace de stockage gratuit de 5 Go dans Drive et peut acheter un espace supplémentaire. Selon les spécialistes, Google s'est fait une place sur le marché du stockage dans le Cloud, aux côtés de leaders comme Dropbox et Box.
Le 6 décembre 2012, Google annonce que la version gratuite de Google Apps ne sera plus disponible pour les nouveaux clients
Le 13 mai 2013, Google augmente le quota de stockage de Drive pour les clients de Google Apps. Google a regroupé les 25 Go d'espace de stockage de Gmail avec les 5 Go de Drive pour offrir un total de 30 Go de stockage par utilisateur, qui peut être réparti entre les différents produits Apps, y compris Gmail et Google Drive
Le 10 mars 2014, Google lance le programme de parrainage Google Apps qui récompense les clients en leur offrant 15 $ pour tout nouvel utilisateur auquel ils ont recommandé Google Apps.
Le 25 juin 2014, Google présente Drive for Work, une toute nouvelle offre Google Apps incluant un espace de stockage illimité, une fonction avancée de création de rapports d'audit et de nouveaux contrôles de sécurité.
Le 2 septembre 2014, Google Enterprise, la suite de solutions pour les entreprises de Google, a officiellement changé de nom et s'appelle désormais Google for Work. « Nous n'avons jamais cherché à créer un environnement de travail « classique ». Au contraire, nous avons voulu créer une nouvelle façon de travailler », explique Eric Schmidt, président exécutif du conseil d'administration de Google. « Il est maintenant temps que notre nom reflète notre ambition. » Pour marquer ce changement, Google Apps for Business a été rebaptisé Google Apps for Work.
Le 14 novembre 2014, les domaines secondaires ne sont pas pris en charge dans la version gratuite de Google Apps. La version gratuite de Google Apps ne prend en charge que les alias de domaine.
Le 29 septembre 2016, Google Apps for Work est renommé G Suite, ce qui confirme la volonté de Google de mettre en avant le « G » iconique. Mais le 6 octobre 2020, G Suite est finalement renommé Google Workspace.

## Produits
La gamme de produits et de services de Google Workspace inclut Gmail, Agenda, Meet, Chat, Drive, Hangouts, Docs, Sheets, Slides, Forms, Sites, Cloud Search et Vault. À l'exception de Cloud Search et Vault, tous les produits sont inclus dans le forfait de base.

### Gmail

Logotype de Gmail.

Gmail, lancé le 1er avril 2004 pour des utilisateurs privilégiés, fait désormais partie des services de messagerie les plus utilisés dans le monde. En 2007, Gmail est disponible pour tous les utilisateurs. En juin 2012, Google annonce que Gmail compte 425 millions d'utilisateurs.
La version gratuite de Gmail est financée par la publicité, sous la forme d'annonces textuelles choisies en fonction du contenu des courriels. Le service de messagerie offre 15 Go d'espace de stockage, une fonction de regroupement des conversations, une fonction de recherche avancée et une interface de type application.
Outre les avantages de la version gratuite, la version Gmail de Google Workspace inclut plusieurs fonctionnalités spécialement conçues pour les utilisateurs professionnels.
Ces fonctionnalités sont les suivantes :
- Des adresses électroniques personnalisées incluant le nom de domaine de l'entreprise (@votre_entreprise.com)
- Un temps de fonctionnement garanti de 99,9 % sans aucun temps d'arrêt pour la maintenance[26]
- Un minimum de 30 Go de stockage ou un stockage illimité partagé avec Drive, selon le forfait choisi
- Aucune publicité
- Une assistance 24h/24 et 7j/7
- Google Apps Sync for Microsoft Outlook[25]

### Google Drive

Logotype de Google Drive.

Le 24 avril 2012, Google lance son service de synchronisation et de stockage de fichiers , près de six ans après les premières rumeurs sur la date de sortie du produit. Dans un communiqué officiel, Google décrit Google Drive comme un « endroit où l'on peut créer, partager, travailler en équipe et stocker toutes ses données. »
Avec Google Drive, les utilisateurs peuvent télécharger n'importe quel type de fichier dans le Cloud, les partager avec d'autres utilisateurs et y accéder depuis un ordinateur, une tablette tactile ou un smartphone. Ils peuvent facilement synchroniser leurs fichiers entre leur ordinateur et le Cloud avec une application de bureau pour Mac et PC. Cette application place un dossier spécial sur l'ordinateur de l'utilisateur de sorte que toutes les modifications apportées aux fichiers de ce dossier sont synchronisées sur Drive, sur le Web et sur les périphériques. La version grand public de Google Drive comprend 15 Go d'espace de stockage partagés entre Gmail, Drive et Google+ Photos.
Dans Google Workspace, Drive inclut des fonctionnalités supplémentaires conçues pour les utilisateurs professionnels. Ces fonctionnalités sont les suivantes :
- Un minimum de 30 Go de stockage ou un stockage illimité partagé avec Gmail, selon le forfait choisi
- Une assistance 24 h/24 et 7 j/7
- Des commandes de partage permettant d'attribuer le statut privé aux fichiers ou de les partager
- Des fonctions avancées de création de rapports[30]

### Google Docs, Sheets, Slides et Forms

Logotype de Google Docs.

Google Workspace inclut des outils en ligne qui permettent de créer des documents textes ou au format document file format, des feuilles de calcul, des présentations, et des enquêtes. Cet ensemble d'outils a été commercialisé le 11 octobre 2006 sous le nom de Google Docs & Spreadsheets.
Google Docs, Sheets, Slides et Forms peuvent être utilisés avec n'importe quel navigateur web ou appareil mobile doté du Web. Les utilisateurs peuvent partager et modifier en temps réel les documents, les feuilles de calculs, les présentations et les enquêtes, mais également y ajouter des commentaires. D'autres fonctions sont disponibles, comme l'historique des révisions illimité qui permet de conserver toutes les modifications apportées aux documents dans un même endroit, ou l'accès hors connexion aux documents.
Le 25 juin 2014, Google présente sa fonction native de modification des fichiers Microsoft Office dans Google Docs, Sheets et Slides. Faisant écho à d'autres articles, un journaliste du site Mashable explique que « Google positionne clairement ses applications sur le créneau des solutions abordables pour les entreprises qui ne modifient qu'occasionnellement des fichiers Office. ».

### Google Sites

Logotype de Blogger.

Présenté le 28 février 2008, Google Sites permet aux utilisateurs de créer et de modifier des pages Web sans connaissances particulières dans le domaine du format HTML ou de la conception de site web. Les utilisateurs peuvent créer des sites de toutes pièces ou à partir de modèles, télécharger des contenus, comme des photos et des vidéos, mais également contrôler les autorisations d'accès en déterminant quelle personne peut voir et modifier chaque page.
D'abord intégré à la version payante de Google Apps, Google Sites a ensuite été proposé dans la version gratuite. Les entreprises utilisent Sites pour créer des sites internes, des intranets et des sites accessibles au grand public.

### Google Agenda

Logotype de Google Agenda.

Le 13 avril 2006, Google lance son service d'agenda en ligne, conçu pour s'intégrer à Gmail. Basé sur la norme iCal, ce service peut fonctionner dans d'autres applications d'agenda.
Conçus pour le travail en équipe, les agendas de Google sont intégrés en ligne et peuvent être partagés. Les entreprises peuvent créer des agendas pour des équipes spécifiques et les partager avec l'ensemble de l'entreprise. Les agendas peuvent être délégués à une tierce personne pour gérer des événements particuliers. Google Agenda permet également aux utilisateurs de vérifier la disponibilité des salles de réunion ou des ressources partagées, puis de les ajouter aux événements.
Les principales fonctionnalités de Google Agenda sont les suivantes :
- Partage des agendas avec les membres d'une équipe et les autres collaborateurs pour vérifier la disponibilité de chacun
- Affichage en chevauchement des agendas des membres d'une équipe dans une vue unique pour repérer le moment où chacun est disponible
- Utilisation de l'application mobile ou synchronisation avec l'agenda intégré sur les appareils mobiles
- Publication des agendas sur le Web et intégration à Google Sites
- Migration simplifiée à partir d'Exchange, Outlook ou iCal, ou à partir de fichiers .ics et .csv
- Réservation de salles et de ressources partagées[40]

### Google Hangouts. Google Meet

Logotype de Google Hangouts.

Le 15 mai 2013, Google annonce que ses services Google Talk, Google Voice et Google+ Hangouts seront remplacés par un nouvel outil de messagerie instantanée et de visioconférence. Google Hangouts permet d'organiser des visioconférences avec un maximum de 10 personnes pour la version grand public et de 15 personnes pour la version professionnelle. Les participants rejoignent les conversations depuis leur ordinateur ou leur appareil mobile. Grâce au partage d'écran, les participants peuvent consulter et modifier des documents ensemble. Avec le service Hangouts en direct, les utilisateurs peuvent diffuser un hangout en direct sur Google+, YouTube, et leur site Web.
La version de Hangouts incluse dans Google Apps for Work prend en charge jusqu'à 15 participants. Les administrateurs peuvent limiter l'accès aux personnes d'un même domaine et exclure ainsi les participants externes.
L'application Hangouts stocke les messages en ligne dans le Cloud de Google et fournit une option de désactivation de l'historique pour les utilisateurs qui ne veulent pas consigner une conversation. Avec l'intégration à Google+, les photos des utilisateurs sont stockées dans un album partagé et privé sur Google+.
Le 30 juillet 2014, Google annonce que Hangouts est désormais accessible à tous les clients de Google Apps, y compris ceux qui n'ont pas de profil Google+. Google s'est associé à d'autres fournisseurs de visioconférence, comme Blue Jeans Network et Intercall pour faciliter l'intégration de son service. Google a également annoncé que Hangouts était soumis aux mêmes Conditions d'utilisation que les autres produits de Google Apps for Work, comme Gmail et Drive. Les clients de Apps for Work bénéficient d'une assistance téléphonique 24h/24, 7j/7 pour Hangouts, d'un temps de fonctionnement garanti de 99,9 %, et des certifications ISO 27001 et SOC 2.
Le 19 décembre 2014, Google annonce dans une publication Google+ le retour d'une fonction Hangouts dans Gmail que les utilisateurs étaient nombreux à réclamer. Désormais, il est à nouveau possible de voir le statut des contacts et les administrateurs peuvent choisir de rendre le statut visible en interne uniquement. Google sort son service de visioconférence (Hangout Meet) pour 25 personnes (défaut). Seul un compte G-Suite peut créer une visioconférence. Les comptes non G-Suite peuvent être invités. Le nombre de participants maximum est de 50 (G-Suite Bussiness) et 100 (G-Suite Enterprise). Google Meet est à présent le service de visioconférence développé par Google pour remplacer Google Hangouts. Google a commencé à retirer la version classique de Hangouts en 2019 pour un retrait définitif probable en 2020.

### Google Currents

Logotype de Google Currents.

Google a lancé Google+, son service de réseau social le 28 juin 2011, accessible uniquement sur invitation pendant une période. Selon les experts, il s'agit d'une nouvelle tentative de la part de Google de concurrencer le leader du secteur, Facebook. Ayant dépassé Twitter , Google+ est désormais le deuxième plus grand réseau social au monde derrière Facebook. Pourtant, certains utilisateurs sont déçus par ce nouveau service et d'autres pointent du doigt le fait qu'il ne génère pas de trafic de référence (referral traffic).
Le 27 octobre 2011, Google annonce la mise à disposition de Google+ pour les utilisateurs de Google Apps.
Le 29 août 2012, Google explique avoir adapté les fonctions de Google+ aux besoins des entreprises en se basant sur les commentaires des clients qui ont participé à un programme pilote. Les entreprises peuvent désormais partager des contenus de manière privée et les administrateurs peuvent limiter l'affichage des profils et des publications.
Le 5 novembre 2013, Google annonce avoir ajouté un niveau de sécurité supplémentaire pour les communautés restreintes dont l'accès est limité aux utilisateurs appartenant à l'entreprise. Les administrateurs peuvent définir des communautés restreintes par défaut et choisir d'autoriser ou non les personnes externes à l'entreprise à rejoindre les communautés.
Les avis concernant l'utilisation de Google+ comme réseau professionnel divergent, et si certains vantent les fonctionnalités qui aident les petites entreprises à augmenter leur visibilité sur le Web, d'autres trouvent que ce service entraîne une confusion au niveau des marques et d'autres encore que Google+ est un atout majeur dans la stratégie de marketing social des entreprises. De nombreux articles sur Internet soulignent le fait que les entreprises qui ont une présence Google+ récoltent de meilleurs résultats de recherche sur Google, ce qui semble logique puisque les publications et les partages Google+ sont directement référencés par Google.
Le 8 octobre 2018, Google annonce la fermeture du réseau social grand public Google+. Google+ est renommé Currents en juillet 2020. En février 2022, Google annonce l'arrêt de Google Currents et invite les utilisateurs à migrer leur usage sur Google Chat.

### Google Vault
Le 28 mars 2012, Google annonce la sortie de Vault, son service d'archivage et de divulgation électronique de documents disponible exclusivement pour les clients de Google Apps. Vault permet aux clients de conserver et de rechercher des messages électroniques qui pourraient se révéler utiles en cas de litige. Ce service aide également les entreprises à gérer la pérennité de leurs données ainsi que leur conformité aux politiques et réglementations appropriées. Depuis le 25 juin 2014, les clients de Vault peuvent également rechercher, afficher et exporter des fichiers Drive.
Vault, inclus avec Drive for Work, offre un stockage illimité pour un coût de 10 $ par utilisateur et par mois.

## Sécurité

### Propriété des données
Google déclare ne pas être propriétaire des données des clients. Les données sont stockées dans les centres de données de Google, dont l'accès est limité à certains employés uniquement. Google ne partage pas les données avec des tiers et conserve les données uniquement pendant la durée requise par le client. Les clients peuvent transférer leurs données de Google Workspace vers des services externes.

### Certification
Google Workspace offre des garanties uniques en matière de sécurité et de conformité : la suite est conforme aux normes SSAE 16/ISAE 3402 Type II et SOC 2, est certifiée ISO 27001, respecte les principes « Safe Harbor Privacy Principles » et permet aux clients soumis aux dispositions de lois spécifiques, comme la loi américaine HIPAA (Health Insurance Portability and Accountability Act), d'assurer leur conformité à celles-ci. Google souligne que Google Workspace inclut des filtres antispam, un processus de contrôle des virus intégré et un contrôle des documents préalable à l'autorisation de téléchargement des messages.

### Chiffrement
Google garantit que tous les fichiers téléchargés sur Drive sont chiffrés. Chaque courriel envoyé ou reçu est également chiffré pendant son transfert entre les centres de données. Sur son blog, Google for Work a publié un article expliquant que la société attachait une grande importance à la protection des informations de ses clients, et qu'elle n'affichait pas de publicité, ni n'analysait les informations des clients à des fins publicitaires.

### Faille de sécurité
En mai 2019, Google annonce avoir détecté et corrigé une faille de sécurité concernant la gestion des mots de passe. Ce problème concerne uniquement Google Workspace et les utilisateurs professionnels, aucun compte Google gratuit n'a été affecté. Depuis 2005, la façon dont Google gérait la récupération des mots de passe était défectueuse. Contrairement aux règles élémentaires de sécurité, une copie du mot de passe en clair était stockée sur les serveurs de Google. Aucune preuve d'accès incorrect ou d'utilisation abusive des mots de passe n'a été détecté.

## Conformité au Règlement général de la protection des données (RGPD)
En 2022, le ministre de l'Éducation nationale français indique que Google workspace ne semble pas plus compatible avec le RGPD qu'avec la doctrine française Cloud au centre, et qu'il a informé les rectorats de cette doctrine et des avis de la Dinum et de la Commission nationale de l'informatique et des libertés (CNIL) sur ce sujet. Il répond ainsi en tenant compte de l'arrêt Schrems II de la Cour de justice de l'Union européenne au député Philippe Latombe qui le questionnait à ce sujet, se demandant si l'offre gratuite de Microsoft ne s'apparentait pas à du « dumping et [...] de la concurrence déloyale ».
En juillet 2022, à la suite d'une déclaration de compromission dans la sécurité des données en 2020 par la ville de Helsingør, l'autorité de protection des données du Danemark Datatilsynet déclare que l'usage dans les écoles danoises des Chromebooks et de Google Workspace —incluant Gmail, Google Docs, Calendar and Google Drive— est non conforme au Règlement général sur la protection des données européen (RGPD).

## Parts de marché
Lors du lancement de l'offre comprenant la suite d'Apps, du stockage illimité et Vault, Google Apps for Your Domain se mesure à ses concurrents directs : Box, Dropbox et OneDrive.
En 2014, selon Google, plus de 5 millions d'entreprises utilisent les versions gratuites et payantes de Google Apps. Selon Amit Singh, à la tête de Google for Work, 60 % des entreprises Fortune 500 utilisent ces services cette année là.
Le principal concurrent de Google Workspace est Microsoft 365, la suite professionnelle de Microsoft. Le 1er octobre 2014, Microsoft annonce qu'Office 365 compte 7 millions d'utilisateurs, en augmentation de 25 % par rapport au trimestre précédent. Selon Business Insider, aucune startup ne rivaliserait actuellement avec eux car les coûts de développement de produits compétitifs serait trop élevés et que les opportunités de revenu sont rares.
En 2016, Office 365 est premier avec 43 % tandis que Google Workspace est à 22 %. En 2018, Microsoft renforce sa domination, à 65 % contre 19 %.

## Différenciation avec la concurrence
Google Workspace a reçu de nombreuses critiques en ligne favorables avec une moyenne de 4-5 étoiles sur une échelle de 5 étoiles. Néanmoins, certains utilisateurs trouvent que les performances des logiciels bureautiques de Google Workspace, Google Docs, Sheets, Slides et Forms, ne sont pas à la hauteur de celles de Microsoft Word, Excel et PowerPoint.
Les deux suites bureautiques contiennent des logiciels aux fonctions globalement similaires. Les principales différences sont les tarifs, l'espace de stockage et le nombre de fonctions disponibles.

## Revendeurs Google et programme de parrainage
Google a créé un écosystème de revendeurs qui aide les clients à démarrer avec Google Workspace. Les clients et les prospects peuvent rechercher des partenaires dans le répertoire prévu à cet effet. Le 10 mars 2014, Google a lancé un programme de parrainage qui récompense les clients. Ce programme est disponible aux États-Unis et au Canada. Les clients peuvent parrainer un nombre illimité d'utilisateurs mais ils sont récompensés uniquement pour les 100 premiers utilisateurs de chaque client parrainé. Le 4 décembre 2014, Google présente le programme de partenaires pour Google for Work et Education dont l'objectif est d'aider les partenaires à vendre les produits des suites Google for Work et Google for Education et à assurer leur maintenance.

## Partenaires et fournisseurs de services
Dans le cadre de l'écosystème Google Workspace, de nombreux partenaires certifiés fournissent des services complémentaires pour aider les entreprises à intégrer et optimiser l'utilisation de cette suite. Ces services peuvent inclure l'assistance technique, la formation des utilisateurs et le déploiement de solutions spécifiques, permettant aux organisations de tirer pleinement parti des fonctionnalités de Google Workspace pour leurs besoins professionnels.

## Google Apps Marketplace
Mise à disposition en 2010, Google Apps Marketplace est une boutique en ligne proposant des applications professionnelles de type Cloud qui améliorent les fonctionnalités de Google Apps. Dans Marketplace, les administrateurs peuvent rechercher, acheter et déployer des applications professionnelles de type Cloud intégré. Cette solution est disponible dans G Suite, G Suite for Work, et G Suite for Education.
Les développeurs peuvent utiliser Marketplace pour concevoir des applications, et vendre des applications et des services. Le 6 mars 2014, Google a indiqué que les clients Google Apps avaient installé près de 200 millions d'applications provenant de Marketplace depuis son lancement en 2010.
Le 17 septembre 2014, Google a publié un message sur son blog expliquant que les employés peuvent installer des applications tierces à partir de Marketplace sans l'intervention des administrateurs.

## Produits connexes
Outre G Suite for Work, Google propose d'autres produits répondant aux besoins des entreprises. Google Cloud Platform, Google Search for Work, Google Maps for Work et Google Chrome for Work.